# Karl Frei
Karl Frei (ur. 8 marca 1917 w Regensdorf, zm. 18 czerwca 2011 w Schlieren) – szwajcarski gimnastyk, medalista olimpijski z Londynu.
Zawody w 1948 były jego jedyną olimpiadą. Triumfował w ćwiczeniach na kółkach, w drużynie zajął drugie miejsce.